# 藤村真理
 藤村真理（1967年2月6日—），日本漫畫家，著有《少年少女學級團》、《隔壁的阿隆》等。

## 經歷
東京都出身，1982年第4度投稿「別マ少女まんがスクール」新人賞時，以《ほんとにホント!?》獲得努力賞及The best賞而出道。
2013年時長篇連載《今天不上班》獲選為第17屆日本新媒體動漫藝術節審查委員推薦作品。